# Самце
Самце је насељено место у југозападном Бутану, у џонгхагу Самце и налази се у близини границе са Индијом.
Према попису из 2005. године има 4981 становника, а према процени из 2010. 5479 становника. Највеће је место и седиште истоимене области.